# Physa lordi
Physa lordi är en snäckart som först beskrevs av Baird 1863.  Physa lordi ingår i släktet Physa och familjen blåssnäckor. Inga underarter finns listade i Catalogue of Life.